# Ніколас Мендес
Ніколас Марсело Мендес (ісп. Nicolás Marcelo Méndez; нар. 2 листопада 1992) — аргентинський волейболіст, який грає на позиції догравальника у збірній Аргентини та французькому клубі «Парі Воллей».

## Життєпис
Народжений 2 листопада 1992 року. Батько — Марсело Родольфо Мендес — і брат Хуан Мендес теж є волейболістами.
Свою професійну кар'єру розпочав в іспанському «Пальма Волей» (Palma Volley, Пальма 2008—2009), який тоді тренував батько. Також грав в аргентинських клубах «Рівер Плейт» (2009—2010) та «Болівар Волей» (Club Ciudad de Bolívar, або Bolívar Voley чи Personal Bolívar, 2010—2011), французьких «Араґо де Сет», «Аяччо», «Монпельє». Від сезону 2021—2022 захищає барви клубу «Парі Воллей» із Парижу.

### Досягнення
Зі збірною
- Бронзовий призер Олімпійських ігор 2020 (Токіо)

Із клубами
- срібний призер першости Аргентини 2011,
- срібний призер першости Франції 2016.